# Alpenliga
Alpenliga byla mezinárodní profesionální hokejová liga. Byla založena v roce 1991 a zanikla v roce 1999. Ligy se účastnili kluby z Rakouska, Itálie a Slovinska.

## Vítězové soutěže
| Sezóna  | Mistr            |
| ------- | ---------------- |
| 1991/92 | HC Devils Milano |
| 1992/93 | HC Alleghe       |
| 1993/94 | HC Bolzano       |
| 1994/95 | HC Bolzano ¹     |
| 1995/96 | VEU Feldkirch    |
| 1996/97 | VEU Feldkirch    |
| 1997/98 | VEU Feldkirch    |
| 1998/99 | VEU Feldkirch    |

¹ Six Nations Tournament